# Scaphander teramachii
Scaphander teramachii is een slakkensoort uit de familie van de Scaphandridae. De wetenschappelijke naam van de soort is voor het eerst geldig gepubliceerd in 1954 door Habe.